# Sampi
Sampi (hiện đại: viết chữ hoa Ϡ, viết chữ thường ϡ, cổ xưa: viết chữ hoa Ͳ, viết chữ thường ͳ) là một chữ cái cổ của bảng chữ cái Hy Lạp. Nó đã được sử dụng để bổ sung cho bảng chữ cái cổ điển 24 chữ ở một số phương ngữ Ionic Hy Lạp phía đông của Hy Lạp cổ đại vào thế kỷ thứ 6 và 5 trước Công Nguyên, để biểu thị một loại âm thanh rít (ví dụ như làm ai đó im lặng bằng cách sử dụng "shhhh!", có thể phát âm IPA là [sː] hoặc [ts]) và đã bị loại bỏ khi âm thanh này biến mất khỏi tiếng Hy Lạp. 
Sau đó ký tự này vẫn được sử dụng làm biểu tượng số cho 900 trong hệ thống chữ cái ("Miletus") của chữ số Hy Lạp. Hình dạng hiện đại của ký tự này giống như một chữ π nghiêng về bên phải với đường cong dài, được phát triển trong quá trình sử dụng nó làm biểu tượng số trong chữ viết tay nhỏ trong thời Byzantine. Tên hiện tại của nó, sampi, ban đầu có thể có nghĩa là "san pi", nghĩa là "giống như một pi", và cũng có nguồn gốc thời Trung Cổ. Tên gốc của chữ cái này trong thời cổ đại không được biết đến. Người ta cho rằng sampi là sự tiếp nối của chữ san cổ, ban đầu có hình dạng giống chữ M và biểu thị âm [s] trong một số phương ngữ khác. Ngoài san, những cái tên đã được đề xuất cho sampi bao gồm parakyisma và angma, trong khi các thuật ngữ đã được chứng thực lịch sử khác là enacosis, sincope và o charaktir.